# Arrigo Renato Marzola

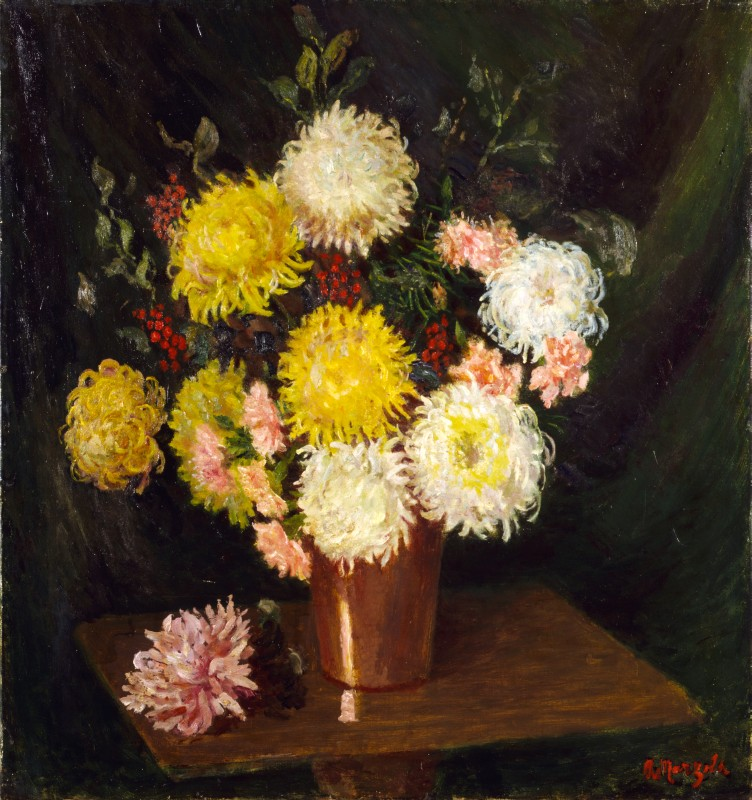
Fiori, 1937 ca. (Fondazione Cariplo)

Arrigo Renato Marzola (Ostellato, 1889 – Garbagnate Milanese, 1965) è stato un pittore italiano.

## Biografia
Dal 1906 al 1911 frequenta i corsi di Cesare Tallone all'Accademia di belle arti di Brera dove si dedica al ritratto, al paesaggio e la natura morta. Esordisce nel 1912 all'Esposizione annuale di belle arti di Milano e, nel 1914, partecipa alla XI Esposizione internazionale della città di Venezia. Nel 1915 espone all'Esposizione Nazionale d'Arte a Brera il dipinto Mia madre. Partecipa alla prima guerra mondiale. Nel corso degli anni Venti acquista notorietà anche grazie al Premio Gavazzi vinto nel 1920 in occasione dell'Esposizione Nazionale di Belle Arti di Milano. Nello stesso anno diventa professore di disegno della Scuola degli artefici (incarico che avrà fino al 1959). Si avvicina al Novecento Italiano e nel 1927 espone alla Galleria Pesaro mentre nel 1928 alla Galleria Gianferrari. Nel 1931 la Galleria d'arte moderna di Milano acquista una sua opera.